# Možđenec
Možđenec is een plaats in de gemeente Novi Marof in de Kroatische provincie Varaždin. De plaats telt 687 inwoners (2001).